# Otto Addo
Otto Addo (* 9. Juni 1975 in Hamburg) ist ein deutsch-ghanaischer Fußballtrainer und ehemaliger -spieler. Seit Sommer 2024 ist er Trainer der ghanaischen Fußballnationalmannschaft.

## Karriere als Spieler

### Im Verein
Addo, Sohn eines zeitweilig in Deutschland lebenden ghanaischen Arztes, wuchs in Hamburg-Hummelsbüttel auf und besuchte dort das Gymnasium Hummelsbüttel. Im Alter von sechs Jahren begann er seine Karriere beim Hummelsbütteler SV. Über die Stationen Hamburger SV (1991 bis 1992) und Bramfelder SV (1992 bis 1993) wechselte er zum Oberligisten VfL 93 Hamburg, mit dem er in die Regionalliga aufstieg. Nach dem Wiederabstieg wechselte er 1996 zum Absteiger Hannover 96, für den er in 91 Spielen 20 Tore erzielte und nach zwei Jahren in die 2. Bundesliga aufstieg.
1999 wechselte er in die 1. Bundesliga zu Borussia Dortmund, für die er am 17. September 1999 sein Debüt gegen TSV 1860 München gab. 2002 wurde Addo mit der Borussia Deutscher Meister. In derselben Saison erreichte die Mannschaft das Finale des UEFA-Pokals. Bis 2005 absolvierte er wegen mehrerer Kreuzbandrisse nur 75 Spiele für die Borussia, in denen er elf Tore erzielte. Als bemerkenswert gilt sein Tor gegen den FK Austria Wien, das er mit gerissenem Kreuzband nach einem Sololauf erzielte und später zum Tor des Monats September 2003 gewählt wurde.
Zur Saison 2005/06 wechselte Addo zum 1. FSV Mainz 05, bei dem er nur kurzzeitig einen Stammplatz im rechten Mittelfeld hatte. Der bis zum Sommer 2007 laufende Vertrag wurde nach 19 Spielen in zwei Jahren nicht verlängert.
In der Folgesaison spielte Addo erneut für den Hamburger SV, bei dem er für die Zweite Mannschaft vorgesehen war. Überraschend wurde er vom HSV-Trainer Huub Stevens während der Saison zu den Profis beordert und kam dort viermal zum Einsatz. Sein letztes Bundesliga-Spiel bestritt Addo am 6. Oktober 2007, als er im Spiel des HSV gegen Arminia Bielefeld in der 90. Minute für Rafael van der Vaart eingewechselt wurde.

### In der Nationalmannschaft
Am 28. Februar 1999 bestritt Otto Addo sein erstes Länderspiel für die ghanaische Nationalmannschaft gegen Eritrea. Er nahm an der Afrikameisterschaft 2000 teil und erzielte dort am 27. Januar 2000 gegen Togo sein einziges Tor für die Nationalmannschaft. Nach drei Jahren ohne Länderspieleinsatz wurde Addo in den Kader für die Weltmeisterschaft 2006 berufen. Dort kam er zu zwei 45-minütigen Einsätzen. Das WM-Spiel gegen die Vereinigten Staaten am 22. Juni 2006 war sein letzter Einsatz für die ghanaische Nationalmannschaft.
| Nummer | Datum             | Gegner             | Resultat | Anlass                 | Bemerkungen           |
| ------ | ----------------- | ------------------ | -------- | ---------------------- | --------------------- |
| 01     | 28. Februar 1999  | Eritrea            | 5:0      | CAN-Qualifikation 2000 | eingewechselt         |
| 02     | 12. November 1999 | Ägypten            | 2:1      | Freundschaftsspiel     | ausgewechselt         |
| 03     | 22. Januar 2000   | Kamerun            | 1:1      | Afrikameisterschaft    | ausgewechselt         |
| 04     | 27. Januar 2000   | Togo               | 2:0      | Afrikameisterschaft    | Tor und ausgewechselt |
| 05     | 31. Januar 2000   | Elfenbeinküste     | 0:2      | Afrikameisterschaft    | ausgewechselt         |
| 06     | 6. Februar 2000   | Südafrika          | 0:1      | Afrikameisterschaft    | ausgewechselt         |
| 07     | 9. Juli 2000      | Sierra Leone       | 5:0      | WM-Qualifikation 2002  | ausgewechselt         |
| 08     | 8. Oktober 2000   | Simbabwe           | 4:1      | CAN-Qualifikation 2002 | ausgewechselt         |
| 09     | 28. Januar 2001   | Liberia            | 1:3      | WM-Qualifikation 2002  | ausgewechselt         |
| 10     | 7. September 2002 | Uganda             | 0:1      | CAN-Qualifikation 2004 |                       |
| 11     | 1. März 2006      | Mexiko             | 0:1      | Freundschaftsspiel     |                       |
| 12     | 26. Mai 2006      | Türkei             | 1:1      | Freundschaftsspiel     | ausgewechselt         |
| 13     | 29. Mai 2006      | Jamaika            | 4:1      | Freundschaftsspiel     | eingewechselt         |
| 14     | 17. Juni 2006     | Tschechien         | 2:0      | Weltmeisterschaft      | ausgewechselt         |
| 15     | 22. Juni 2006     | Vereinigte Staaten | 2:1      | Weltmeisterschaft      | eingewechselt         |

## Karriere als Trainer
Nach dem Ende seiner aktiven Spielerkarriere war Addo zunächst als Co-Trainer der A-Junioren des Hamburger SV tätig. Zur Saison 2010/11 wurde er Cheftrainer der Mannschaft. Von April bis Mai 2012 nahm er am Fußball-Lehrer Lehrgang des DFB in der Hennes-Weisweiler-Akademie teil und hat seit dem 27. März 2013 die Fußball-Lehrer A-Lizenz.
Am 17. September 2013 übernahm Addo nach der Entlassung von Thorsten Fink gemeinsam mit Rodolfo Cardoso als Interimstrainer die Bundesligaelf des HSV. Zusammen verlor das Trainergespann zwar das Nordderby gegen Werder Bremen mit 0:2, führte das Team aber mit einem 1:0-Sieg gegen die SpVgg Greuther Fürth ins Achtelfinale des DFB-Pokal. Anschließend kehrte Addo zur U-19 zurück. Seine Vertragslaufzeit endete mit Ende der Saison 2014/15.
Während der Weltmeisterschaft 2014 in Brasilien agierte er als Spiel-Scout in der Gruppe G.
Ab Januar 2016 war Addo Co-Trainer von Kasper Hjulmand beim dänischen Erstligisten FC Nordsjælland. Nach anderthalb Jahren in Dänemark wechselte er zur Saison 2017/18 in den Trainerstab von Dieter Hecking bei Borussia Mönchengladbach. Dort war er für die Nachwuchstalente im Übergangsbereich zu den Lizenzspielern verantwortlich.
Ab der Saison 2019/20 war er in ähnlicher Funktion als Toptalente-Trainer für Borussia Dortmund tätig. Als Lucien Favre Mitte Dezember 2020 als Cheftrainer freigestellt wurde, wurde Addo Co-Trainer des neuen Cheftrainers Edin Terzić.
Ab Februar 2022 trainierte er zudem interimsweise die ghanaische Nationalmannschaft. In diesem Amt betreute er auch die ghanaische Mannschaft bei der Fußball-Weltmeisterschaft 2022. Nach dem Vorrundenaus der Nationalmannschaft trat Addo als Trainer zurück, dies war laut seiner Aussage bereits vorab vereinbart. Er wolle weiter als Toptalente-Trainer bei Borussia Dortmund arbeiten. Im Sommer 2024 wurde er erneut Trainer der Nationalmannschaft Ghanas.

## Erfolge

### Als Spieler
VfL 93 Hamburg
- Aufstieg in die Regionalliga: 1994

Hannover 96
- Aufstieg in die 2. Bundesliga: 1998

Borussia Dortmund
- Deutscher Meister: 2002
- UEFA-Pokal-Finalist: 2002
- DFB-Ligapokal-Finalist: 2003

### Als Co-Trainer
Borussia Dortmund
- DFB-Pokal-Sieger: 2021

## Soziales Engagement
Seit 2013 engagiert sich Otto Addo bei Show Racism the Red Card-Deutschland e. V. und beteiligte sich an der Kampagne „Unsere Elf gegen Rassismus“. Im Jahr 2021 war er Teil der Dokumentation Schwarze Adler des Streaminganbieters Prime Video. Im Januar 2025 gründete er die Initiative „ROOTS – Against Racism in Sports“.